# Estádio da Luz
Estádio da Luz je fotbalový stadion v hlavním městě Portugalska Lisabonu. Luz (v překladu světlo) je oblast města, kde stadion leží. Svá domácí utkání hraje na stadionu jeden z nejslavnějších portugalských klubů SL Benfica. Stadion má kapacitu 65 647 diváků a patří do skupiny stadionů, které UEFA ocenila pěti hvězdičkami.

Stadion hostil v roce 2004 několik utkání Mistrovství Evropy, včetně finálového střetnutí mezi domácím Portugalskem a Řeckem. V roce 2014 se zde hrálo finále Ligy mistrů. Další finále této klubové soutěže se zde má konat v srpnu 2020. To měl původně hostit Atatürkův olympijský stadion v Istanbulu, avšak kvůli pandemii covidu-19 bylo rozhodnuto o dohrání ročníku 2019/20 ve speciálním formátu v Lisabonu.

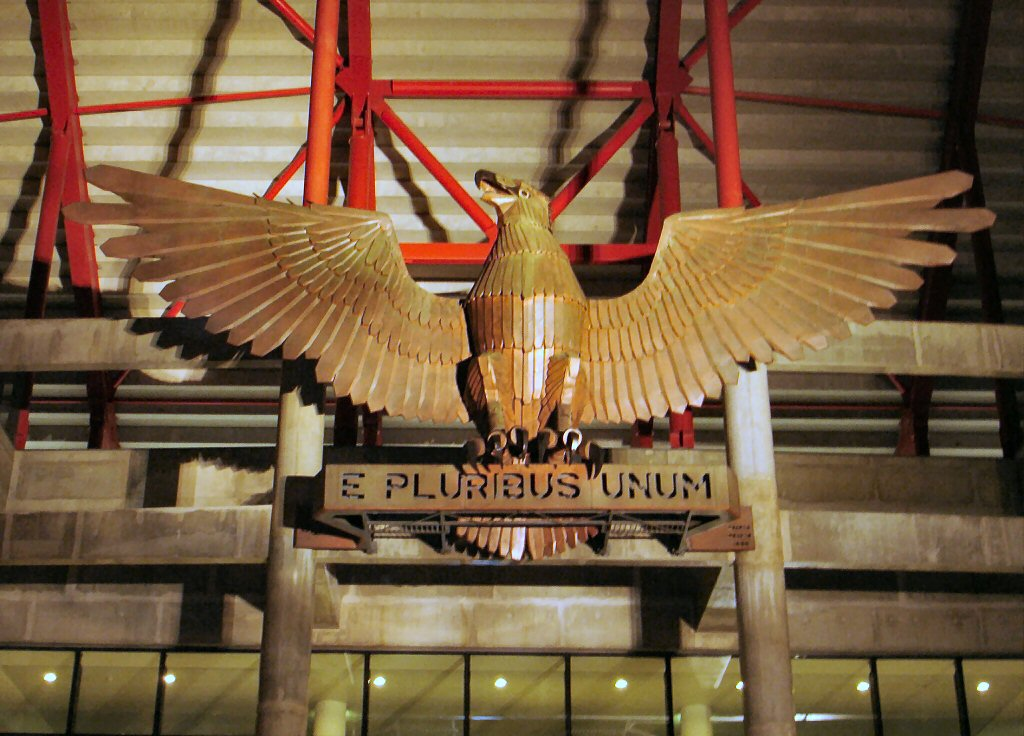
Emblém klubu SL Benfica při vstupu na stadion